# Tympanon
Tympanon (fra græsk: ty'mpanon, tromme, tamburin, latin: tympanum) er et trekantet felt i en klassisk tempelgavl eller i nuværende kirker.
Tympanon blev i antikken brugt på græske og romerske templer. I romerriget blev det også af og til brugt over indgangen til lejlighederne. Senere bruges tympanon som betegnelse på lignende felt over døre og vinduer. Et felt som er begrænset af en bue bliver også kaldt buefelt eller buegavl. Ofte findes der skulpturer eller reliefer.
Tympanon blev meget brugt i romansk og gotisk arkitektur.